# Secukinumab
Secukinumab, tên thương mại Cosentyx, là một kháng thể đơn dòng IgG1κ của con người liên kết với protein interleukin (IL) -17A, và được Novartis bán trên thị trường để điều trị bệnh vẩy nến, viêm cột sống dính khớp và viêm khớp vẩy nến.
Nó ức chế một thành viên của gia đình cytokine, interleukin 17A.

## Sử dụng trong y tế
Nó được sử dụng để điều trị bệnh vẩy nến, viêm cột sống dính khớp và viêm khớp vẩy nến. Nó được tiêm bằng cách tiêm dưới da và được bán trong một ống tiêm hoặc ống tiêm tự động có thể sử dụng tại nhà và dưới dạng bột đông khô để sử dụng trong bệnh viện và phòng khám.
Secukinumab không được thử nghiệm ở phụ nữ mang thai; nghiên cứu trên động vật không cho thấy tác hại ở liều liên quan. Cục Quản lý Thực phẩm và Dược phẩm Hoa Kỳ khuyên rằng chỉ nên sử dụng thuốc ở phụ nữ mang thai nếu nguy cơ đối với thai nhi là hợp lý bởi lợi ích tiềm năng; Cơ quan y tế châu Âu khuyên rằng phụ nữ không nên mang thai trong khi dùng thuốc.
Không nên dùng Secukinumab cho những người bị nhiễm trùng hoạt động vì nó ức chế hệ thống miễn dịch.

## Tác dụng phụ
Rất phổ biến (hơn 10% số người gặp phải chúng) tác dụng phụ bao gồm nhiễm trùng đường hô hấp trên.
Phổ biến (từ 1% đến 10% số người gặp phải chúng) bao gồm mụn rộp miệng, sổ mũi và tiêu chảy.
Trong các thử nghiệm lâm sàng, hiếm có trường hợp phản ứng quá mẫn, nhiễm trùng nặng và một số trường hợp mắc bệnh viêm ruột nghiêm trọng, một số trong đó là mới và một số trong đó là tình trạng trầm trọng của các tình trạng hiện có. Cần thận trọng khi bắt đầu dùng secukinumab ở bệnh nhân mắc bệnh viêm ruột, và bệnh nhân đang điều trị bằng secukinumab nên được theo dõi các dấu hiệu và triệu chứng của bệnh viêm ruột.

## Dược lý
Secukinumab ức chế một thành viên của họ cytokine, interleukin 17A, được sản xuất chủ yếu bởi tế bào T giúp đỡ 17 viêm. IL17A được điều hòa trong huyết thanh của những người bị bệnh vẩy nến và trong dịch khớp của những người bị viêm khớp vẩy nến, và thúc đẩy viêm khi nó liên kết với thụ thể interleukin-17 được thể hiện trong nhiều loại tế bào, bao gồm cả tế bào keratinocytes trong da.
Nó chủ yếu được loại bỏ bằng cách đưa vào các tế bào thông qua nhập bào và bị phá vỡ bên trong chúng.

## Hóa học
Secukinumab là một kháng thể đơn dòng IgG1 / kappa tái tổ hợp hoàn toàn ở người và được sản xuất trong các tế bào buồng trứng của chuột đồng Trung Quốc.

## Lịch sử
Secukinumab được Novartis phát hiện và phát triển bằng cách sử dụng tên phát triển AIN457 và ấn phẩm đầu tiên là bản dùng thử Giai đoạn I được xuất bản năm 2010.
Vào tháng 1 năm 2015, FDA đã phê duyệt secukinumab để điều trị cho người lớn bị bệnh vẩy nến mảng bám từ trung bình đến nặng. Đó là loại thuốc ức chế IL17A đầu tiên từng được phê duyệt. Vào tháng 1 năm 2016, FDA đã phê duyệt nó để điều trị cho người lớn bị viêm khớp mắt cá chân và viêm khớp vẩy nến và vào tháng 2 năm 2018, một bản cập nhật nhãn đã được phê duyệt để bao gồm điều trị bệnh vẩy nến da đầu từ trung bình đến nặng.